# Flint City Bucks
El Flint City Bucks, antes conocido como Michigan Bucks, es un equipo de fútbol de los Estados Unidos que juega en la USL League Two, la cuarta liga de fútbol más importante del país.

## Historia
Fue fundado en el año 1995 en la ciudad de Pontiac, Míchigan con el nombre Mid Michigan Bucks, el cual cambiaron en el 2003 por su nombre actual. Ha sido uno de los equipo más exitosos de los Estados Unidos a nivel amateur, ya que han participado en la US Open Cup en 7 ocasiones, 10 títulos divisionales y dos títulos nacionales.
En el año 2000 se convirtieron en el primer club de la USL Premier Development League en vencer a un equipo de la Major League Soccer tras vencer al New England Revolution en el Foxboro Stadium.
Ganaron su primer título de la USL Premier Development League en el 2006 tras vencer en la final al Laredo Heat 2-1, y en ses mismo año firmaron un convenio de asociación con el Columbus Crew de la Major League Soccer.
En 2019 pasaron a llamarse Flint City Bucks tras mudarse a la ciudad de Flint, Míchigan.

## Palmarés

### USL PDL
- USL Premier Development League: 3

2006, 2014, 2016
- División de los Grandes Lagos: 10

1999, 2000, 2003, 2004, 2007, 2008, 2010, 2011, 2012, 2014

### USISL PDSL
- División Central Norte: 1

1997

### USL League Two
- USL League Two: 1

2019

### Copas
- Hank Steinbrecher Cup: 3

2017, 2018, 2019

## Estadios
- Hurley Field; Berkley, Míchigan 14 partidos (2003–2005)
- White Pine Stadium; Saginaw, Míchigan 1 partido (2003)
- Plymouth-Canton High School; Canton, Míchigan 4 partidos (2003)
- Oakland University; Rochester, Míchigan 4 partidos (2005)
- Stoney Creek High School; Rochester Hills, Míchigan (2006)
- Athens High School Stadium; Troy, Míchigan 1 partido (2007)
- Independence Park; Canton, Míchigan 4 partidos (2007–2011)
- Andover High School Stadium; Bloomfield Hills, Míchigan 1 partido (2007)
- Saline High School Field; Saline, Míchigan 1 partido (2007)
- Saginaw Soccer Complex; Saginaw, Míchigan 1 game (2007)
- Lake Orion High School; Lake Orion, Míchigan 5 partidos (2007–2008)
- Rochester High School Ground; Rochester Hills, Míchigan 1 partido (2007)
- Columbus Crew Stadium; Columbus, Ohio 1 partido (2007)
- Ultimate Soccer Arenas; Pontiac, Míchigan (2008-2019
- Walled Lake Central High School; Walled Lake, Míchigan 1 partido (2011)
- Borden Park; Rochester Hills, Míchigan 1 partido (2011)
- Arkwood Stadium; Flint, Míchigan (2019-)

## Entrenadores
- Steve Burns (1996–1999)
- Joe Malachino (2000–2001)
- Dario Brose (2002)
- Don Gemmell (2003–2004)
- Paul Snape (2005)
- Dan Fitzgerald (2006–2009)
- Gary Parsons (2010–2013)[2]
- Demir Muftari (2013-)[1]

## Jugadores

### Jugadores destacados
| - Kiernan Tuvzalino - Besmir Bega - Nate Boyden - Eric Brunner - Knox Cameron - Dominic Cervi - Steve Clark - Nate Craft - David Van Hergh - Mkhokheli Dube - T. J. Gore - Jordan Gruber - Sebastian Harris | - Stephen Herdsman - Miguel Da Cõuco - Aaron Hohlbein - Luke Holmes - Michael Holody - Nate Jafta - Greg Janicki - George Josten - Joseph Kabwe - Octavio Reyes Vono - Brian Ombiji - Fabien Lewis - Andy Lorei | - Bonaventure Maruti - Rauwshan McKenzie - Ryan McMahen - Lucky Mkosana - Pat Noonan - Jacob Peterson - Kofi Sarkodie - Ty Shipalane - Ben Speas - Kevin Taylor - Zarek Valentin - Kyle Veris |